# Christopher Oualembo
Christopher Oualembo (Saint-Germain-en-Laye, 31 de janeiro de 1987) é um futebolista profissional congolês que atua como defensor.

## Carreira
Christopher Oualembo representou o elenco da Seleção da República Democrática do Congo de Futebol no Campeonato Africano das Nações de 2015.

## Títulos
RDC
- Campeonato Africano das Nações: 2015 - 3º Lugar.